# 蒙特維多國家權利義務公約
《蒙得维的亚国家权利义务公约》（英語：Montevideo Convention on the Rights and Duties of States），简称《蒙得维的亚公约》（英語：Montevideo Convention），是1933年12月26日于第七届美洲国家国际会议期间在乌拉圭首都蒙得维的亚所签署的一项国际公约。该公约中有关建国声明的部分内容已经成为国际习惯法的一部分。在会议上，美国总统富兰克林·罗斯福与美国国务卿科德尔·赫尔公布了“睦邻政策”，该政策旨在反对美国干涉美洲国家事务。《蒙得维的亚公约》由19个国家签署；但是在美国、巴西和秘鲁三个国家，它们对公约内容有一些保留。
《蒙得维的亚公约》于1934年12月26日起开始生效，并于1936年1月8日登记于《国际联盟条约汇编》（英語：League of Nations Treaty Series）。
这次会议在美国历史上也是非常引人瞩目的，因为与会的美国代表索福尼斯巴·布雷肯里奇博士是美国第一位参加国际会议的女性。

## 公约内容
《蒙得维的亚公约》定義了“国家”及国家的权利和义务。该公约最为人所熟知的是其第一条，该条款内容确立了国际组织所承认之国家的四项标准，同时也成为国际习惯法的准确称述。
|                            | 作为一个国际法所承认之国家应具备以下资格： ⑴ 常住人口； ⑵ 界定的领土； ⑶ 政府； ⑷ 与其他国家建立關聯性的能力。 |
| ——《蒙得维的亚公约》第一条 | |

此外，公约第三条第1句明确指出“国家的政治存在独立于其他国家的承认”。这被称为主权国家宣告说。因此主權國家並不需要其他國家的承認，明示该公约並不採納主权国家构成说的見解（构成说认为只有国家在获得其他国家承认的前提下，该国才算存在）。需要注意的是，宣告说不应该与埃斯特拉达主义相混淆。另，公约的第一条并没有提及“独立”与“主权”字样。
《蒙得维的亚公约》另一个重要部分就是禁止通过武力获取主权。
|                              | 缔约国各方明确其各自行为规则的确切义务是不承认以诉诸或威胁诉诸武力；或以威胁外交代表；或以其他任何有效的强制措施所获得的领土。 |
| ——《蒙得维的亚公约》第十一条 | |

第十一条内容反映了史汀生主义，现已通过《联合国宪章》第二条第4款而成为国际法的组成部分。

## 缔约方
目前已经批准《蒙得维的亚公约》的国家仅限美洲的16个国家。
| 国家     | 签署日         | 核准日         | 状态   |
| -------- | -------------- | -------------- | ------ |
| 美国     | 1933年12月26日 | 1934年7月13日  | 已生效 |
|          | 1933年12月26日 | 1934年12月26日 | 已生效 |
| 智利     | 1933年12月26日 | 1935年3月28日  | 已生效 |
|          | 1933年12月26日 | 1935年6月12日  | 已生效 |
| 墨西哥   | 1933年12月26日 | 1936年1月27日  | 已生效 |
| 古巴     | 1933年12月26日 | 1936年4月28日  | 已生效 |
| 哥伦比亚 | 1933年12月26日 | 1936年7月22日  | 已生效 |
|          | 1933年12月26日 | 1936年10月3日  | 已生效 |
| 尼加拉瓜 | 1933年12月26日 | 1937年1月8日   | 已生效 |
| 薩爾瓦多 | 1933年12月26日 | 1937年1月9日   | 已生效 |
| 巴西     | 1933年12月26日 | 1937年2月23日  | 已生效 |
| [ 註 1 ] | 不適用         | 1937年9月28日  | 已生效 |
|          | 1933年12月26日 | 1937年12月1日  | 已生效 |
| 巴拿马   | 1933年12月26日 | 1938年11月13日 | 已生效 |
| 委內瑞拉 | 1933年12月26日 | 1940年2月13日  | 已生效 |
| 海地     | 1933年12月26日 | 1941年8月13日  | 已生效 |

阿根廷、巴拉圭、秘鲁和乌拉圭四国在1933年12月26日签署了《蒙得维的亚公约》，却迄今没有批准它。
在第七届美洲国家国际会议的与会国中，只有玻利维亚未在《蒙得维的亚公约》上签字。而哥斯达黎加虽然没有出席该次会议却批准了该条约。